# Żydzi na ziemi
Żydzi na ziemi (ros. Евреи на земле, trb. Jewriei na ziemle) – radziecki krótkometrażowy film dokumentalny z 1927 roku w reżyserii Abrama Rooma.
Został on stworzony w ramach kampanii przeciwko antysemityzmowi w ZSRR pod koniec lat dwudziestych XX wieku i przedstawiał powstawanie żydowskich komun na wybrzeżu Morza Czarnego i na Krymie.

## Produkcja
Opracowane na podstawie źródeł:
- Reżyseria – Abram Room
- Scenariusz – Władimir Majakowski, Abram Room i Wiktor Szkłowski
- Zdjęcia – Albert Queen, Lila Brik